# Bawa Muhaiyaddeen
Muhammad Raheem Bawa Muhaiyaddeen (* um 1900 in Sri Lanka; † 8. Dezember 1986 in Philadelphia) war ein Sufi-Heiliger aus Sri Lanka. Er teilte sein Wissen und seine Erfahrung mit Menschen verschiedener Rassen und Religionen und aus allen Teilen der Welt.

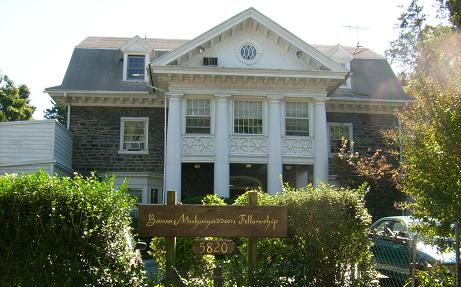
Bawa Muhaiyaddeen Fellowship

Im Jahr 1971 reiste er das erste Mal in die USA und gründete The Bawa Muhaiyaddeen Fellowship of North America in Philadelphia. Seitdem entstanden verschiedene Zweige dieser Organisation in den USA und Kanada, sowie in Sri Lanka, Australien und Großbritannien.

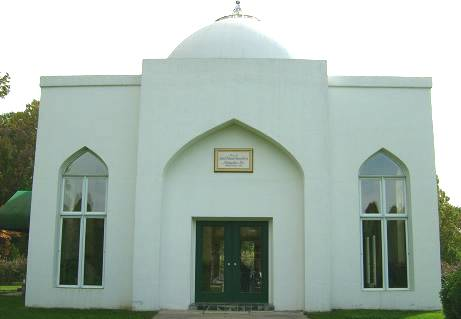
Mausoleum von M. R. Bawa Muhaiyaddeen

Sein Grab befindet sich in Coatesville (Pennsylvania).